# Великі Горки (Тверська область)
Великі Горки (рос. Большие Горки) — присілок в Калінінському районі Тверської області Російської Федерації.
Населення становить 163 особи. Входить до складу муніципального утворення Тургиновське сільське поселення.

## Історія
Від 2005 року входить до складу муніципального утворення Тургиновське сільське поселення.

## Населення
| 1859 | 1886 | 1997 | 2002 | 2008 | 2010 |
| ---- | ---- | ---- | ---- | ---- | ---- |
| 412  | ↗532 | ↘417 | ↘240 | ↘219 | ↘163 |